# Међај (часопис)
Међај је часопис за књижевност, уметност и културу, излази у Ужицу од 1981. године. Садржи прозне и песничке прилоге, критике, есеје, интервјуе. Од 1993. године, у сарадњи са Народном библиотеком Ужице, додељује награду „Милутин Ускоковић”.

## Уредници
Главни и одговорни уредници: Од бр. 1 (1981) Момчило Петронијевић; од бр. 6 (1984) Слободан Радовић; од бр. 19 (1983) одговорни уредник Илија Мисаиловић; од бр. 26/27 (1991) уредник Светислав Басара; од бр. 28 (1992) Илија Мисаиловић; од бр. 43 (1999) Драган Јовановић Данилов; од бр. 53 (2003) Зоран Тешић; од бр. 54 (2004) Драган Јовановић Данилов; од бр. 64/65 (2007) Зоран Тешић; од бр. 81/82 (2011) Анђа Бјелић; од бр. 87/88 (2013) Иван Ршумовић; од бр. 89/90 (2013) Драгиша Станојчић; од бр. 91/92 (2014) уредник Зоран Јеремић.

## Издавачи
Од бр. 1 (1981) СИЗ културе општине Титово Ужице и Народна библиотека „Едвард Кардељ”; од бр. 6 (1984) Народна библиотека „Едвард Кардељ”; од бр. 23/25 (1990) Културно-просветна заједница; од бр. 53 (2003) Народна библиотека, Ужице
Од 1992. место издавања Ужице.

## Штампарије
Од бр. 1 (1981) „Димитрије Туцовић” Титово Ужице; од бр. 40 (1997) Дуга, Краљево; од бр. 43 (1999) Рујно, Ужице; од бр. 53 (2003) Графичар, Ужице; од бр. 87/88 (2013) Графос, Пожега; од бр. 89/90 (2013) Графичар, Севојно.